# Козак Володимир Улянович
Володимир Улянович Козак (Семибрат) — (нар. 6 серпня 1930, с. Пагурці, Вінницька область — 1995) — український письменник.

## Біографія
Володимр Козак народився 6 серпня 1930 року в селі Пагурці на Вінничні в сім'ї вчителів.
В роки німецько-радянської війни зазнав поневірянь і страждань воєнного лихоліття.
Після закінчення середньої школи навчався на історико-філологічному факультеті Житомирського державного педінституту імені І. Франка.
З 1954 року працював учителем у середніх школах Ємільчинського та Черняхівського районів.
Працював в редакції обласної газети, а потім в обласному управлінні в справах видавництва, поліграфії і книжковій торгівлі,
Козак часто виступав у пресі зі статтями на громадсько-політичні та літературознавчі теми.

## Творчість
Шлях В. У. Козака (Семибрата) до літературної творчості проліг через працю в редакції газети «Радянська Житомирщина». Тут, в колі уже відомих у 60-х роках письменників Данила Окийченка, М. Клименка, М. Курильчука відгарнював своє поетичне слово майбутній письменник. Уродженець Вінниччини, він пов'язав своє життя з Житомирщиною і до кінця життя оспівував у поезіях красу Поліського краю.
Перша збірка поезії під назвою «Краби на граніті» вийшла у 1965 році. Її належно поцінували Борис Тен (Хомичевський) та Данило Окийченко (Вознюк). Микола Васильович Хомичевський вважав і неодноразово стверджував, що характерною рисою творчості В. Козака є його любов і відданість українському слову, внутрішня духовна доброта, повага до людей і отчої землі. Підкреслював М. Хомичевський і вміння В. Козака «йдучи від звичайного, простого, буденного, творити вагомий художньо узагальнений образ із виразним епічним звучанням».
Поетичний світ В. Козака досить багатоплановий. Володіючи тонким відчуттям поетичної форми і словом, він створив багато образів, в яких втілена ідея людської доброти, чистоти душі і помислів, почуття побратимства, мужності і героїзму та інших людських цінностей. Поряд з цим поет засуджував новітніх «душепродавців», винуватців чорнобильської катастрофи, що занапастила Полісся, скалічила долі людей, підірвали їх здоров'я.
За життя поета вийшло лише чотири збірки його поезій — плід сорокарічної літературної творчості. Багато задумів В. Козак не встиг здійснити, а поезії опублікувати. Пізніше було опубліковане друге доповнене посмертне видання збірка — «Грозолом, або Дума про нічний Чорнобиль» з передмовою В. Грабовського «З мукою-любов'ю до землі» та післямовою П. Білоуса «Проміння і зерно».
Вірші В. Козака перекладені на російську, білоруську та інші мови.